# Majške Međe
Majške Međe – wieś w Chorwacji, w żupanii osijecko-barańskiej, w gminie Jagodnjak. W 2011 roku liczyła 82 mieszkańców.